# A150高速公路
A150高速公路是法国的一条高速公路，始于鲁昂，终于yvetot，与A151、A29高速相连。A150南北走向，于1973年建成通车，全长14千米，后扩建至17千米。A150经过鲁昂、canteleu、maromme、巴朗坦等城镇。